# Bernardo de’ Rossi (13. Jahrhundert)

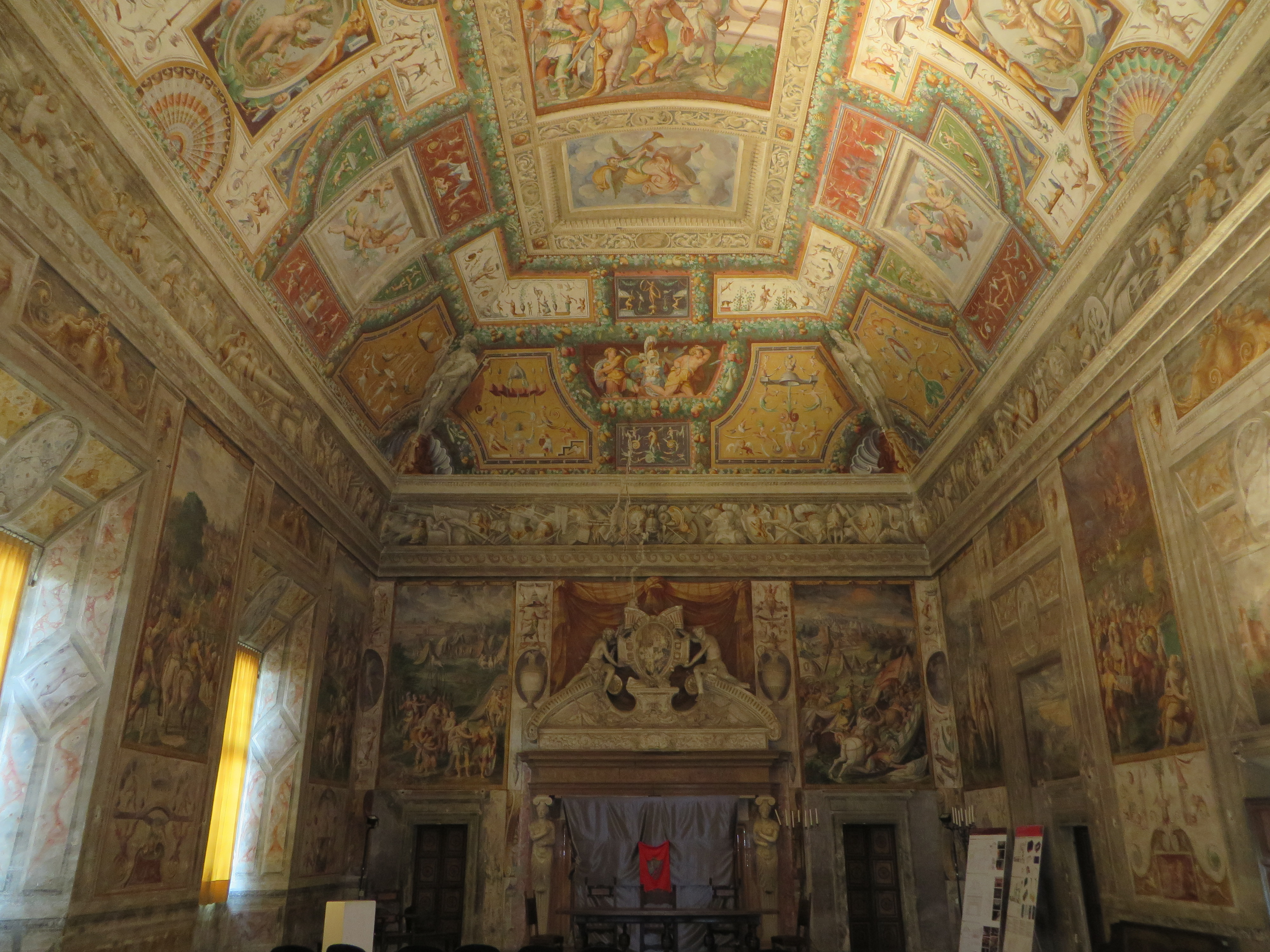
Sala delle Gesta Rossiane in der Rocca dei Rossi in San Secondo Parmense. Zwei Episoden beziehen sich auf die Taten von Bernardo und seinen Söhnen.

Wappen der Rossi von Parma.

Bernardo de’ Rossi (* um 1190, San Secondo; † 18. März 1248, Collecchio) war ein italienischer Condottiere und Podestà der Städte Modena, Florenz, Arezzo, Siena, Cremona und Asti.

## Biografie
Er war der Sohn von Orlando de’ Rossi, der bereits 1180 Podestà in Parma war. Er begann seine militärische Laufbahn als reichstreuer Podestà in verschiedenen Städten. Zuerst war er 1213 in Modena und unterstützte dort einen anderen Mann aus Parma, Baldovino Visdomini, der dann in der Schlacht gegen Ferrara starb. 1214 wurde er als Podestà bestätigt und heiratete 1216 Maddalena Fieschi, die Enkelin des Bischofs von Parma, Obizzo Fieschi, und Schwester von Sininbaldo Fieschi, einem Kanoniker des Domkapitels von Parma, der später Papst wurde und den Namen „Innozenz IV.“ annahm.
Später wurde Bernardo Podestà in Reggio nell’Emilia (1221), Siena (1224), ein zweites Mal in Modena (1226) und nochmals in Reggio nell’Emilia (1227).
In seiner Zeit in Siena ließ Bernardo eine Lobrede auf seine Qualitäten als Gouverneur und seine siegreiche Kampagne gegen Grosseto schreiben. Das Lied wurde als Ergänzung dem Libro memoriale delle offese hinzugefügt, das 1223 von Guido Guicciardi initiiert wurde und in dem Waffenangelegenheiten und Streitereien, die in der Gemeinde Siena vorkamen, registriert wurden.
Später wurde er Podestà von Cremona (1230), Asti (1231), Arezzo (1235), Florenz (1236), Bergamo (1238) und schließlich Mantua (1239). Die lange Reihe von Ämtern als Podestà, die Bernardo bekleidete, erbrachten ihm nicht nur politische und militärische Beziehungen, sondern auch eine enge Freundschaft mit dem Kaiser Friedrich II. Salimbene von Parma, zweimal Mitbürger, beschreibt in seiner Cronica die Freundschaft zwischen Rossi und dem Kaiser:

“ (…) fu compagno dell’Imperatore e suo grande amico (…) e quando voleva essere ricevuto [dall’imperatore] non vi era porta che gli fosse chiusa“ (dt.: (…) war Gefährte des Kaisers und sein großer Freund (…) und wenn er [vom Kaiser] empfangen werden wollte, so war dort keine Tür, die ihm verschlossen blieb.)

### Wechsel auf die guelfische Seite
Dennoch zerstörte die Wahl seines Schwagers Sinibaldo Fieschi auf den Papstthron 1243 die Beziehung der beiden; der Kaiser zweifelte an der Loyalität von Bernardo de’ Rossi, bis

“ (…) un giorno, mentre [Bernardo] cavalcava con l’imperatore, il suo cavallo zoppicò, e l’imperatore gli disse: “Messer Bernardo, avete un cattivo cavallo, ma vi prometto che entro pochi giorni ve ne darò uno che non zoppicherà” E Messer Bernardo capì invece che parlava della forca, e infiammato nel cuore contro l’imperatore, se ne andò da esso.“ (dt.: (…) eines Tages, als [Bernardo] mit dem Kaiser ritt, sein Pferd hinkte und der Kaiser ihm sagte: ‚Meister Bernardo, du hast ein schlechtes Pferd, aber ich verspreche dir, dass ich dir in ein paar Tagen eines geben werde, das nicht hinkt.‘ Und Meister Bernardo verstand stattdessen, dass er über den Galgen sprach, und entfernte sich, entflammt im Herzen gegen den Kaiser, von ihm.)

Einige anonyme Quellen von ghibellinischer Seite stritten sich dagegen darüber, dass Bernardo de’ Rossi gegen Friedrich und seinen Sohn Enzo von Sardinien plante, um seinen Schwager, Innozenz IV., zu begünstigen, der ihm im Gegenzug das Königreich Sizilien versprochen hätte.
Jedenfalls wechselte Bernardo de’ Rossi, eines der bedeutendsten Mitglieder der ghibellinischen Partei, ins guelfische Lager, verließ zusammen mit den Sanvitales, den Lupis, den Da Correggios und den Da Gentes Parma und rebellierte gegen die ghibellinische Führung der Stadt. Nach der Schlacht von Borghetto del Taro am 15. Juni 1247, in der die verbannten Guelfen die Ghibellinen von Parma besiegten, marschierte Bernardo de’ Rossi zusammen mit dem päpstlichen Gesandten Gregorio da Montelongo an der Spitze der guelfischen Partei unter der Führung des Podestà Enrico Testa in die Stadt ein.
Bernardo de’ Rossi übernahm zusammen mit seinen Söhnen Giacomo und Ugolino eine aktive Rolle in der Verteidigung von Parma gegen die Belagerung, die Friedrich II. veranlasste, weil er die rebellierende Stadt zerstören und durch die neue Stadt Vittoria ersetzen wollte. Diese war ein befestigtes, kaiserliches Heerlager, das nach dem Willen des Kaisers Parma ersetzen sollte.
Nach monatelanger Belagerung nahm Bernardo mit seinen Söhnen am entscheidenden Ausfall der Bürger von Parma teil, bei dem sie Vittoria angriffen, in Brand steckten und sich dann zurückzogen, wobei sie von der Abwesenheit Friedrichs profitierten, der auf der Jagd im Tarotal war. Sie brachten eine enorme Beute nach Parma zurück, darunter befand sich auch die Kaiserkrone Friedrichs. Die Episode ging als „Schlacht bei Parma“ in die Geschichte ein.
Das Scharmützel erwies sich als entscheidend für die Geschicke der Stadt Parma, dennoch konnte sich Bernardo nicht über das erzielte Ergebnis freuen: Einen Monat später starb er in Collecchio, als er vom Pferd fiel, während kaiserliche Truppen ihn verfolgten.
Den Taten Bernardos und seiner Söhne Rolando und Giacomo widmete Troilo II. de’ Rossi zwei Fresken im Sala delle Gesta Rossiane in der Rocca dei Rossi in San Secondo Parmense:
- Orlando und sein Bruder Bernardo kämpfen in Allianz mit Guido Lupo und Gherardo da Correggio, die – wie sie – aus Parma verbannt waren, und besiegen die Kaiserlichen in der Schlacht von Borghetto del Taro am 16. Juni 1245.
- Die Brüder Giacomo und Ugolino de’ Rossi, die am 18. Februar 1248 sich an einem Ausfall aus der belagerten Stadt Parma beteiligen und mit Erfolg das Heerlager Vittoria angreifen, das Friedrich II. hatte aufstellen lassen, um die Stadt zu belagern. Aus der Beute, die von dem kühnen Unternehmen stammt, stechen unter vielen Dingen das Zepter und die Kaiserkrone Friedrichs II. heraus.

## Verwandte
Mit seiner Gattin, Maddalena Fieschi hatte Bernardo mindestens drei Kinder:
- Giacomo, Podestà verschiedener Städte der guelfischen Partei;
- Ugolino, Probst des Doms von Parma und päpstlicher Kaplan;
- Maddalena, die Giacomo Sanvitale heiratete.

Ein weiterer Sohn könnte Rolando, Podestà von Siena, sein, was aber nicht sicher belegt ist.